# Herre på täppan (TV6)
Herre på täppan var ett svenskt lekprogram som sändes under våren 2009 på TV6. Programledare var Erik Ekstrand och Mackan Edlund.
Programmet fungerade så att det först var en kvalificeringsrond där en person vann. Vinnaren gick sedan upp och valde en motståndare. När de hade tävlat fick vinnaren 2000 kronor och förloraren 500 kronor. Vinnaren var kvar och valde en ny motståndare. Det fortsatte så några ronder, sedan skulle den som var kvar tävla mot den av de andra som hade flest pengar. Den som vann finalen gick vidare till den stora finalen där de som hade vunnit programmen tävlade mot varandra.